# Экспедиции особого назначения
Экспедиции особого назначения (ЭОН) — ряд длительных переходов оперативных соединений кораблей и судов ВМФ СССР с целью их переброски с одного флота на другой, проходивших в предвоенный период, в годы Второй мировой войны, а также в послевоенные годы.
ЭОН формировались приказами высшего военного руководства и были номерными.
Первая экспедиция, ЭОН-1, состоялась в 1933 году.

## Краткие сведения и состав Экспедиций

### ЭОН-1
1933 год, май — август.
Переброска 2 эсминцев, 2 сторожевых кораблей и 2 подводных лодок из Кронштадта в Мурманск по только что построенному Беломорско-Балтийскому каналу с целью создания Северной военной флотилии (будущего Северного флота ВМФ СССР).
Состав:
- эсминец «Урицкий» (командир — А. С. Мельников);
- эсминец «Рыков» (командир — С. С. Рыков);
- сторожевой корабль «Ураган» (командир — Г. А. Визель);
- сторожевой корабль «Смерч» (командир — В. А. Фокин);
- подводная лодка Д-1 «Декабрист» (командир — Б. А. Секунов);
- подводная лодка Д-2 «Народоволец» (командир — Л. М. Рейснер);
- баржи, буксиры и катера, обеспечивающие переход.

### ЭОН-2
1933 год.
Доукомплектование, вслед за ЭОН-1, Северной военной флотилии эсминцем, сторожевым кораблем и подводной лодкой. Маршрут тот же — Беломорско-Балтийский канал.
Состав:
- эсминец «Карл Либкнехт» (командир К. Ю. Андреус);
- сторожевой корабль «Гроза» (командир А. Е. Пастухов);
- подводная лодка Д-3 «Красногвардеец» (командир К. Н. Грибоедов).

### ЭОН-3
1936 год.
Переброска эсминцев «Сталин» и «Войков» с Краснознамённого Балтийского флота на Тихий океан по маршруту Беломорско-Балтийский канал — Северный морской путь.
Начальник штаба отряда кораблей Андреев В.Ф.
В 2020 г. студия «Позитив-фильм» выпустила фильм «ЭОН-3. Секретная экспедиция», а 19.11.2020 в Музее Арктики и Антарктики открылась экспозиция, посвященная ЭОН-3.

### ЭОН-5
1938 год.
Планировалась в 1938 году, для перевода кораблей с Балтики на Северный флот, но была отменена.

### ЭОН-10
1940 год, 5 августа (Полярный) — 17 октября (Владивосток).
Переход подводной лодки Щ-423 с Северного флота на Тихий океан Северным морским путём из Полярного во Владивосток. Первый переход подводной лодки Северным морским путём.
Руководитель экспедиции — военинженер 1-го ранга И. М. Сендик.
Состав:
- подводводная лодка Щ-423 (командир — капитан 3-го ранга И. М. Зайдулин);
- транспорт «А. Серов» (транспортировал топливо, а также аварийный и зимовочный запас на случай зимовки), в Тикси из-за аварии заменён на транспорт «Волга».

Помогали переходу ЭОН-10 на разных участках ледоколы «Ленин», «И. Сталин», «Красин», «Л. Каганович», «Ф. Литке», которые в то же время осуществляли проводку караванов транспортных судов, к которым ЭОН-10 присоединялась на некоторых участках своего маршрута.

### ЭОН-11
1941 год.
Переход отряда кораблей с Балтики на Северный флот, среди которых была К-21.

### ЭОН-15
1941 год, август — сентябрь.
Переход подводных лодок с Балтийского на Северный флот.
Первоначально планировалось перевести 20 подводных лодок из Ленинграда на Северный флот четырьмя эшелонами:
- 1-й — К-3, К-22, Л-20, Л-22, С-12, С-13 (управление 12-го ДПЛ);
- 2-й — С-101, С-102, С-7, С-9, К-51, К-52 (управление 14-го ДПЛ);
- 3-й — Л-1, Л-21, С-4, С-8, Д-2 (управление 1-го ДПЛ);
- 4-й — К-53, К-54, К-56 (управление 11-го ДПЛ).

Из 20 подлодок вывести из Ленинграда удалость лишь 6 единиц: 30 августа 1941 года через Неву из города вышли К-3, К-22, Л-20, Л-22, С-101, С-102.
8 сентября 1941 года Ленинград попал в блокаду. 13 сентября штаб ЭОН-15 был расформирован.

### ЭОН-16
1941 год, сентябрь.
Цель экспедиции: рассредоточение недостроенных подводных лодок, находящихся в высокой степени готовности, с горьковского завода № 112 («Красное Сормово») по Волге и Каспийскому морю — для их последующей достройки на судоремонтных предприятиях Нижне-Волжского и Каспийского морского пароходств (согласно постановлению ГКО от 4 июля 1941 года), в связи переходом завода № 112 на выпуск танков Т-34 (согласно постановлению ГКО от 1 июля 1941 года).
Тем же постановлением ГКО от 4 июля 1941 года предписывалось законсервировать подводные лодки, находящиеся в меньшей степени готовности на заводе № 112.
В ходе ЭОН-16 подводные лодки М-119, М-122 и С-16 (заводской № 272) в специальных транспортных плавдоках В. В. Крылова буксировались вниз по Волге, однако из-за ледостава были вынуждены зазимовать в Камышине. До Астрахани своим ходом в конце октября 1941 года добралась лишь подводная лодка М-121.

### ЭОН-17
1942 год, апрель.
Первый этап: переход в апреле — мае 1942 года подводных лодок типа «Малютка» (все XII серии) в Горький из Астрахани и Камышина, где они были рассредоточены в результате ЭОН-16:
- М-121 (за период конца 1941-го — начала 1942 года достроенная и введённая в состав Каспийской военной флотилии) — из Астрахани;
- М-119 и М-122 — из Камышина.

Этой же экспедицией (ЭОН-17) в Горький из Камышина отбуксировали на своей осадке С-16 (заводской № 272) и 3 транспортных плавдока В. В. Крылова (М-121 в Горький добиралась своим ходом, командир — капитан 2-го ранга Кудряшов; М-119 и М-122 — буксировали на своей осадке). Из Горького «Малютки» планировали перевезли в Молотовск (ныне Северодвинск) либо по железной дороге, либо по Северо-Двинской водной системе (С-16 впоследствии внутренними водными путями также была переведена на Северный флот, но лишь в марте — мае 1944 года).
Второй этап: перевод в мае — июле 1942 года подводных лодок М-121 и М-122 в Молотовск по второму варианту — на транспортных плавдоках В. В. Крылова по Северо-Двинской водной системе: Волга — Шексна — Северо-Двинский канал — Сухона — Северная Двина (ответственный за проводку — командир отдельного учебного дивизиона подводных лодок капитан 2-го ранга Максимов). М-119 из-за неисправности дизельных двигателей задержалась в ремонте, и была перевезена в Молотовск по железной дороге, прибыв туда почти одновременно с М-122, отправленной следом за М-121.
Третий этап: перевозка в Молотовск по железной дороге подводных лодок типа «Малютка» (также все XII серии), находящихся на заводе № 112 в меньшей степени готовности: осенью 1942 года (М-104, М-105, М-106), и в декабре 1942-го — январе 1943 года (М-107, М-108). Их достройка продолжалась до конца лета 1943 года на заводе № 402.

### ЭОН-18
1942 год, 15 июля (Владивосток) — 14 октября (Полярный).
Переход Северным морским путём конвоя транспортных судов и кораблей Тихоокеанского флота из Тихого океана в Архангельск и на Северный флот.
Основу ЭОН-18 составлял конвой транспортных судов со стратегическими грузами из США, вместе с которыми переход осуществляли 3 боевых корабля Тихоокеанского флота.
Состав:
- лидер эскадренных миноносцев «Баку» (капитан 3 ранга Б. П. Беляев);
- эсминец «Разумный» (капитан-лейтенант В.В. Федоров);
- эсминец «Разъярённый» (капитан-лейтенант Н.И. Никольский);
- 6 транспортных судов;
- 2 ледокола : «Анастас Микоян» (командир капитан 3 ранга Ю.К. Хлебников) и «Л. Каганович»().

Первоначально в состав ЭОН-18 входил также эсминец «Ревностный» (того же проекта 7, что и «Разумный» с «Разъярённым», капитан-лейтенант Г.Т. Карука), однако он в самом начале экспедиции получил серьезные повреждения, в результате столкновения в Амурском лимане с советским пароходом «Терней», и был оставлен на Тихоокеанском флоте.
Командир отряда кораблей капитан 1 ранга В. Н. Обухов, военком  батальонный комиссар П.А.Самойлов, начальник походного штаба капитан 2 ранга Л.К.Бекренев, флагманский корабельный механик инженер капитан 2 ранга А.И.Дубровин и инженер капитан 3 ранга С.И. Саморуков, флагманский штурман ст. лейтенант А. Н. Тюняев.
Начальником проводки судов назначили знаменитого полярника Героя Советского Союза капитана 2 ранга М.П.Белоусова, ледовыми капитанами — капитана 3 ранга В.И.Воронина и ст.лейтенанта Т.А.Калинича. Ледовую разведку поручили вести полярному летчику И.И.Черевичному.
Пройденное во льдах и по чистой воде расстояние — 7360 миль (13 631 км). Продолжительность похода — 762 часа (31 сутки и 18 часов).
Уничтожение ЭОН-18 было целью проводившейся кригсмарине операции «Вундерланд».

### ЭОН-19
В 1942—1943 годах был совершен переход шести подводных лодок ТОФ на Северный флот для участия в боевых действиях. Поход проходил через Тихий и Атлантический океаны, в том числе через 9 морей. Переход совершался тремя группами под общим руководством капитана 1-го ранга А. В. Трипольского:
- из Петропавловска-Камчатского 25 сентября 1942 года вышли две подводные лодки минные заградители типа «Л»:
  - Л-15 (капитан-лейтенант В. И. Комаров), 25.9.1942 — 19.5.1943;
  - Л-16 (капитан-лейтенант Д. Ф. Гусаров), 25.9.1942 — погибла 11.10.1942, торпедированная японской ПЛ I-25 на подходе к Сан-Франциско.
- вторая группа в составе 2 подводных лодок типа «С» вышла из Владивостока 6 октября 1942 года:
  - С-51 (капитан 3-го ранга И. Ф. Кучеренко), 6.10.1942 — 21.1.1943;
  - С-54 (капитан-лейтенант Д. К. Братишко), 6.10.1942 — 7.6.1943.
- третья группа вышла также из Владивостока на следующие сутки после второй:
  - С-55 (капитан 3-го ранга Л. М. Сушкин), 7.10.1942 — 8.3.1943;
  - С-56 (капитан-лейтенант Г. И. Щедрин, штурман — лейтенант Ю. В. Иванов), 7.10.1942 — 8.3.1943.

Все подлодки шли по одному маршруту: Датч-Харбор (база ВМС США на Алеутских островах) — Сан-Франциско — Панамский канал — Галифакс (Канада) — Великобритания — Полярный. Продолжительность маршрута составила более 17 тысяч миль (31,5 тыс. км).

### ЭОН-22
1946 год, июль — сентябрь.
Переход трофейных кораблей, полученных СССР в качестве репараций в соответствии с Потсдамским соглашением по маршруту Свинемюнде — Росток — Фалмут — Гибралтар — Ла Валетта — Стамбул — Севастополь.

### ЭОН-49
1949—1950 годы.
Переход подводных лодок Северного флота Северным морским путём для пополнения Тихоокеанского флота.
Руководитель экспедиции — контр-адмирал А. И. Родионов.
Состав — 3 подводные лодки типа «С»:
- С-21 (командир — капитан 3-го ранга В. Л. Ужаровский);
- С-22 (командир — капитан 2-го ранга П. М. Иляшевский);
- С-24 (командир — капитан 3-го ранга И. И. Папылев).

От Главсевморпути проводкой руководил инженер-контр-адмирал В. Ф. Бурханов. В коллекции РГАКФД есть фильм об этой экспедиции.
Корабли совершили вынужденную зимовку в Тикси.
В 1950 году состоялся переход второй группы подводных лодок Северного флота Северным морским путём для пополнения Тихоокеанского флота. Организационно эта группа также входила в ЭОН-49.
Состав — 3 подводные лодки типа «С»:
- С-23;
- С-25;
- С-26.

### ЭОН-52
Переход подводных лодок.
Флагманский штурман ЭОН-52 — капитан 2-го ранга Химич Андрей Николаевич.

### ЭОН-53
1953 год, август — сентябрь (Корсаков).
Переход кораблей Северным морским путём на Тихоокеанский флот.
Состав:
- 8 тральщиков проекта 254 — «Иван Рогов», Т-54, Т-55, Т-56, Т-57, Т-59, Т-60, Т-61;
- 7 рыболовных траулеров калининградской постройки (переданы армии в качестве военных транспортов).

### ЭОН-64
1954 год, 10 июля (Полярный) — 5 октября (Владивосток).
Командир отряда кораблей — капитан 1-го ранга Н. П. Нечаев.
Состав:
- 4 подводные лодки типа «С» IX-бис: С-56 (капитан-лейтенант В. И. Харченко), С-102, С-103, С-104;
- 4 подводные лодки проекта 613: С-140, С-141, С-145, С-150.

### ЭОН-65
1955 год, июль — август.
Переход с Северного флота на Тихий океан соединения кораблей. В составе была подводная лодка С-176.

### ЭОН-66
1956 год, июнь — сентябрь.
Переход с Северного флота на Тихий океан большого соединения кораблей.
В экспедицию входило 45 кораблей разных классов:
- крейсера проекта 68-бис: «Адмирал Лазарев», «Александр Суворов»;
- сторожевые корабли проекта 50;
- подводные лодки проектов 611 и 613. Первая группа, включавшая две большие ПЛ проекта 611, совершила переход с 15 июля по 24 сентября 1956 года. Вторая группа, 8 средних ПЛ проекта 613, перезимовала в п. Нижние Кресты и прибыла на Камчатку летом 1957 года[15]. Третья группа, четыре средних ПЛ проекта 613, отделилась от второй группы и вернулась в Полярный. На эти лодки были переведены старшины и матросы отряда, вскоре подлежащие демобилизации.
- 12 больших охотников за подводными лодками проекта 122-бис: БО-457, БО-458, БО-459, БО-460, БО-461, БО-468, БО-469, БО-470, БО-471, БО-474, БО-475, БО-477.

### ЭОН-57
1957 год.

## Комментарии
1. ↑  В доступных источниках, так же как и на нагрудных знаках, выпущенных после войны для участников экспедиции, состоявшей из 6 подводных лодок, номер ЭОН не указывается, хотя этот переход именуется именно как «Экспедиция особого назначения». По хронологии экспедиция получается 19-й. Лодки шли двумя группами — из Петропавловска-Камчатского и Владивостока — но под единым командованием, поэтому вряд ли правомерно считать, что переход нумеровался как две ЭОН.
2. ↑  В документах фигурирует «Полярное», хотя село Полярное получило статус города и название Полярный 19.9.1939.